# 炎人
『炎人-かじん-』は、東山むつきによる日本の少女漫画作品。続編『炎-Kajin-人 UNDERWORLD』についても併せて解説を行う。

## 概要
モグリの精神科医・煌が、肉体的・精神的な病を抱える人々の病気を相手の身体に触れることにより「潜水（ダイブ）」して治療していく物語。作品に登場する人物は概して精神的なトラウマを抱える人間が多く、特に愛情不足に悩む人間が多い。
『炎人』は、月刊『ミステリーボニータ』（秋田書店）にて連載された。単行本は同社のボニータ・コミックスにて全12巻。
前作の続編となる『炎人 UNDERWORLD』は、同誌『ミステリーボニータ』にて2012年1月号より連載を開始。単行本は「ボニータ・コミックス」より刊行され、2015年（平成27年）2月の時点で既刊7巻。
『UNDERWORLD』終了後には、最終シリーズとなる新シリーズを連載予定だった。しかし、編集部との確執を理由に『UNDERWORLD』の最終回の掲載を拒否し、新シリーズの執筆も行わず秋田書店を離れることを2015年5月23日にブログで発表した。その後、作者は編集と話し合い最終回原稿を提出。掲載するかどうかは未定とされていた。作者は最終回の掲載は絶対に無いと表明した。

## 登場人物
早乙女煌（さおとめ きら）
万年フリーターであり、自身の暴力沙汰が原因でしょっちゅう首になる。それは世を忍ぶ仮の姿だとされているが、常時行き倒れや赤貧に喘いでいる。とても優秀なモグリの精神科医で、記憶解師（きおくげし）とも呼ばれる。通称『悪夢喰らいの獏（ゆめぐらいのバク）』。母親が事故死してから男手一つで正義感の強い作家の父親に姉・蘭と共に育てられたが、8歳の時に女の子に絡んでいる男（=斑鳩）に注意した父親が逆にサバイバル・ナイフでメッタ刺しにされて殺されたのを機に、夢喰らいの力に覚醒した。元は黒髪だったが、目の前で父親を殺されたショックで絶叫し続け一晩で白髪化した。ツンデレで本当は救が好き。青龍会の那智は遊び友達なので毎日のように遊びに行っており、たまに食事目当てに里見の所にも転がり込むことがある。
ヘビースモーカー。吸う銘柄は「マルボロ」。口よりも手が先に出る単細胞で、そこそこにボリュームはあるものの世間一般的には貧乳。脱げと言われたら躊躇なく全裸になる等、患者を救うためなら何でも厭わずに実行する。ボクサーパンツを穿いているが、救と姉・蘭には不評である。憧夢の死を機に、数年ぶりに父の仇「斑鳩（いかる）」に遭遇した。戦友として認める同類の憧夢を殺されて我を忘れて復讐に暴走しかけるが、つき合いの長いノボルに厳しく叱責され己を戒めて普段通りの自分自身に戻る。
12月21日生まれ。射手座。B型。職業：フリーター時々精神科医
仲丸救（なかまる たすく）
煌の幼馴染。18年もの間、口づけすらマトモにして貰えないため、未だに童貞である。喘息持ち。漫画家。少年誌コミックバンディッツで「キングダム－瓦礫の王国－」を連載中。
煌たちが住むアパートの大家の孫。早乙女家の家賃の取り立てが日課。煌に幼稚園の頃からベタ惚れで、彼女の言うことには逆らえない。が、お金を前借りに応じて返ってきたことがないため、時折つっぱねている。煌の父に、彼女のことを頼まれた。不動産関連や音楽等の雑学に秀でており、煌に仕事絡みで協力する（させられる）こと多々あり。一線を越えた深い仲になりたいが、「#35 レクイエムIII」での憧夢の死に深く傷ついた煌に抱け（=SEX）と言われるも彼女の心を思い遣り抱きしめて何もせず立ち直らせた。
煌がモグリの精神科医だとは知らなかったが、前シリーズのコミックス4巻収録の「愛の唄」でそのことを知る。また家族思いの優しい少年で、父親が妹を連日レイプしていることで妹が人格障害を患ったことを煌に告げられた時は信じられずに絶交宣言するが、現場を目撃して父親を叩き出し、煌とは謝罪して和解した。幼い頃、自閉症児の友人・小西舞（こにし あかね）が溺死し、さも自身が悪いかのように舞の母親に責められたため、遊に入れ込みすぎることもある。不動産王の祖父を持つがゆえに不動産業界と雑学に明るい。
7月4日生まれ。蟹座。B型。職業：漫画家
早乙女蘭（さおとめ らん）
煌の姉。生活費は持つが、家賃は煌が担当になっている。AV女優。AVのタイトルは『団地妻』に出演し、シリーズ化されて大ヒット中の売れっ子。
胸には少しシリコンを入れているらしい。煌から「偽パイ女」（ぎぱいおんな）と言われることがある。妹思いの優しい姉。自身のファンであるゴン太を大切に思っており「pretty knight」で下着を盗んだ泥棒がゴン太に怪我をさせたことで激怒し、下着をぶちまけて自首に追い込んだ。
9月24日生まれ。天秤座。O型。職業：AV女優
八尋那智（やひろ なち）
里見の実兄。悪名高きジャパニーズ・マフィア『青龍会』の頭。別名ワガママプリンス。女癖の悪さでは右に出る者はおらず、常に女性を侍らせている。ボケとツッコミのボケ役。禁煙のため、煙草の代わりに舐め始めたチュッパチャップスをやめられない。煌とは他人以上友人未満だったが、後に遊び友達の友人に昇格した。それ以上の関係を望んでいる。
父がギャンブルに明け暮れ荒んだ家庭の中、窃盗、傷害、その他もろもろの犯罪に手を染め、警察の世話になりまくり、果てには14歳のときに家出をする。ホスト時代に次から次へと客の女性に手を出し、『青龍会』の総本部「鬼龍」幹部筆頭の愛娘に手を出し、敵対する組の幹部を殺害して気に入られ"女はいらないがシマ（縄張り）は貰う"と宣言した通りにシマを貰う。それ以降、若頭として君臨する。家を出たのはグレたからではく、里見を女性として愛している自身に気づいて一線を越えまいとしたためだった。里見を汚した男は再起不能・謎の失踪とタダでは済まさず、最初に汚してホームレスになっていた父親すら焼き殺した。里見の魂を狙う死神に憑依されていたが、その死神を煌に退治され、その後、死神に憑依されるほどに自身も他者も焼き焦がす恋心は沈静化し、ウルトラ弩級のブラコン兄貴に落ち着いた。筋を通して許しを求めるブンをイジメては煌と木曽に呆れられる日々。弟の中の女性ではなく現実の女性・煌に恋心を抱くようになり、相思相愛になり得たとしても同性以上に許されぬ関係からは脱皮した。
自身の世話係でもある右腕の木曽を大切に思っており、あちこちに手を尽くしての捜索の末に彼の姉の珊瑚を保護し、金も女性も不自由せず逆に使い道に困るほど金があるので一番金がかかっても木曽が通うのに楽な都内の医療施設に珊瑚を入院させた。自身の部屋で憧夢がダイブした煌の父親を殺した犯人の夢の中で殺されたため、葬儀を断った彼を見送る人々が集まった。煌も憧夢も危険だと制止する声を無視して無茶をし、心臓に悪い思いをさせられている。「#37 メランコリー（後編）」で木曽のヨウスケを舎弟にという願いを快く受け入れて彼の入院費・治療費を肩代わりし、出世払いでOKだと木曽を通して伝えた。
酔っぱらって建設中のビルによじ登り降りられなくなったことがあり、それ以降は高所恐怖症になった。
10月24日生まれ。蠍座。AB型。職業：青龍会七代目頭
木曽ツカサ（きそ つかさ）
那智の右腕兼世話係。24歳。真面目に那智をサポートするが、ミーハーな面もある。久我憧夢の熱狂的ファンであるため、彼のことを語りだすと止まらない。TVで憧夢の特殊番組をやると騒ぎ出すため、煩いと他の組員に殴られる。ボケとツッコミのツッコミ役。IT企業で将来を嘱望されていたが、親の借金のかたにヤクザに連れ去られた姉の珊瑚を捜してヤクザになった。続編の「#32 月影のマーメイド」で姉を救い出してくれた那智に涙ながらに感謝した。うつ病が原因で自殺して悪霊と化した聖人により、同じくうつ病になってしまい自殺させられそうになったヨウスケを舎弟にした。
如月ヨウスケ
青龍会の組員。おとなしめな性格で献身的だが、嘗て頭である那智の最愛の弟・里見のフェロモンに囚われ欲情してしまい、那智に左手の指を切り落とされたことがある。しかし、元々は那智に忠誠を誓っているので自身が悪いのだと反省し那智の部屋を毎日ピカピカに掃除している。「#36 - 37 メランコリー（前編・後編）」で憧夢と親しい人間が彼の死の悲しみから立ち上がろうとしている頃、同居している泰地の友人で自殺した聖人により投身自殺させられそうになってしまう。煌に救われ、聖ヨハネ病院に搬送されて主治医である那智の友人の精神科医・優城のアドバイスを受け、3ヶ月後に退院して以降は木曽の舎弟として彼と同居することになった。
天涯孤独の身。3歳の時に伊豆に家族旅行に向かう途中、トラックに突っ込まれて家族全員を失う。川崎で一人暮らしだった叔母・如月杏慈（きさらぎ あんじ）に引き取られ可愛がられるが、オモチャ会社に就職が決まった途端に叔母は過労で亡くなった。その後、就職先のオモチャ会社の企画開発部に勤務していたが、年増の上司にSEXに応じないとプロジェクトから外すと脅迫されたことが原因でうつ病になり会社を辞めてしまう。その後、ホームレスになって生活していた頃、泰地に拾われて組員になり寮では泰地と相部屋だった。前向きにうつ病の治療を始めたと誰もが思った矢先、#38「Goodbye Mother（前編）」で死んだと周囲に語った叔母は実は生きており、上司のセクハラで発症したのではなくて真の原因（ストレッサー）は同じ"メランコリー親和型"という性格でうつ病になりやすい者同士である叔母であることが判明する。
ノボル
煌の友人の凄腕ハッカー。ガチガチのオタクで「三次元の女には興味がない」と語る。個人データから病院の診療データまでなんでもござれ。調べる際の料金は前払い制らしいが、「煌はバックレるから」と言っているところから、煌のみに対して前払い制という可能性もある。憧夢の死に我を失った煌を案じ、彼が失われたことで悪夢に苦しむ人々を救えるのは煌だけであるため、心を鬼にして彼女の父親と憧夢を殺した犯人「斑鳩」の調査を断った。
仲丸藤吉（なかまる とうきち）
煌の住むアパートの大家。不動産王。救に家賃の取り立てを課して煩い人間に見えるが、実は大甘で蘭のビデオが目当て。諸国漫遊の旅に出ていたが、「#27 僕と彼女のDiary（後編）」で帰宅した。いつも小刻みにプルプル震えている。
陣内虎之助（じんない とらのすけ）
深夜クラブ『雷電』（ライデン）のオーナーをしている。よろず屋とも呼ばれ、よろず・揉め事何でもござれの裏稼業も経営。
妻を通り魔に殺されたせいで一人娘のアリサが人形のような存在になってしまい、哀しんでいる。肺を患っている。煌からは「虎」と省略化されて呼ばれている。肺を患い死亡した。舎弟のブンと里見を一緒にさせてやろうと必死になるあまり、自身の視野の狭さにより染色体は女性とはいえ実の弟に対する恋心に焼き焦がされ苦しむ那智を心の中で里見を汚していると蔑んだ。
1月25日生まれ。水瓶座。A型。
八尋里見（やひろ さとみ）
陣内家で、住み込みでまかないをやっている。料理の腕前はかなり良い。コックなみ。肉体は男性でも染色体は女性のXX型男性で、性ホルモンを投与しなければ女性化してしまう。精子を形成することが出来ないという生殖機能の欠如しているため、ブンとアリサとの生活だけが子育てできる最初で最後のチャンスだった。
物静かで、アリサの面倒をよく見る。陣内家にはなくてはならない存在。肉親は兄の那智だけ。理想の父親像を求めて男を渡り歩き、相手の望む姿を演じて男どもにレイプされて拒食症を患い煌とアリサに救われた。ブンとラブラブだが、今はまだキス止まり。でも心はブンを求めている。。
9月3日生まれ。乙女座。A型。職業：住み込みホームヘルパー
蜂屋エイキチ（はちや エイキチ）
虎の舎弟。通称ブン。21歳。八尋にベタ惚れ。出会った当初、メイド服等のコスプレ衣装が似合うからと追い掛け回した。活発でお調子もの。元はギャング団「レッドドラゴンフライ（赤トンボ）」のボスだった。実は母親がセールスマンに犯されて身籠った子供であり、それでも愛そうとして愛せなかった母親に毒入りカレーで殺されかけた。母親はその後、廃人になってしまう。自身は PTSD（心的外傷後ストレス障害）によりED（不能）になり月1回で通院していたが、完治した。里見のトラウマを考慮しHお預け状態で堪えている。。小さな教会のシスター・メイに育てられた。
8月10日生まれ。獅子座。O型。職業：クラブ雷電オーナー（見習い中）
アリサ
虎の娘。3歳。母・律子を目の前で殺されたために、PTSDを発症する。感情の起伏が無くなり、喋ることも無くなり、外に連れ出そうとすると発作を起こし、連日悪夢を見ていた。煌によって治療され、回復の一途を辿っている。里美を"やったん"と呼ぶ。
うさぎが好きらしく、うさぎの人形をよく抱き抱えている。コミックス7巻に収録された「天使の休息」では、誕生日プレゼントとしてブン・嘉門・多門の3人からロップイヤーウサギをもらっている。名前は『ジョン×ジョン』。
嘉門（かもん）
右耳にピアスをしている。一卵性双生児の弟。
チャイニーズ（母）と関西出身の日本人（父）のハーフ。やんちゃ坊主でガキンチョ、けんかっ早いという性格ゆえに、女の子をことごとく多門にとられ、男どもとツルむ毎日を送っている。粉ものが好き。
5月25日生まれ。双子座。RH-AB型。職業：クラブ雷電の用心棒
多門（たもん）
左耳にピアスをしている。双子の兄。
チャイニーズ（母）と日本人（父）のハーフ。ガキの弟とは違ってクールで大人、気配り上手という性格ゆえに女の子からはモテモテ。中華ものが好き。
5月25日生まれ。双子座。RH-AB型。職業：クラブ雷電の用心棒
シュン汰（しゅんた）
クラブ「雷電」のスタッフ。22歳。愛称はシュン。身長160cm。彼女いない歴22年の苦節に涙し、何としてもアッキーナみたいな彼女をゲットしたいと願っている。「#26 - 27 僕と彼女のDiary（前編・後編）」でレナという女性に告白するが、168cmの彼女に自身より低い男性は圏外だとフラれてしまう。フラれる理由は告白した女性より身長が低いから。そんな矢先、不動産屋に紹介された部屋の地縛霊・伊鈴（いすず）に恋してしまう。同僚のバーテンでゲイのKOHに恋され彼の部屋にルームシェアしたが、伊鈴が懐いたことで人間と幽霊の三角関係になる。
律子（りつこ）
虎の妻であり、アリサの母。アリサの目の前で通り魔に殺される。
仲丸寿（なかまる ことぶき）
救の妹。秀才で、メガネっ娘。目指すは医大という、救にはできすぎた妹。嘗て実の父親に連日レイプされたことで解離性同一性障害、もう一つの人格「かぐや」が生じたが、煌と兄に救われた。
遊（ゆう）
迷子の自閉症児。障害は重度で、人とコミュニケーションをとることができないほど。耳も聞こえ目も見え、話すことはできるが、ごく僅か。名前や身分を証明するものを持っておらず、捜索願も届け出されていなかったため、中丸家で保護している。
大変珍しいイディオ・サヴァンを持ち合わせており、美術の分野に於いて大変優れた才能を発揮する。救からもらったクレヨンで床や壁をしょっちゅう落書きだらけにしては、救に追っかけられている。一緒に暮らしている中丸家の面々が家族だと煌に説得されても自身で家族は両親だけと定義しており、救のことは友人としてなら受け入れる。
快斗（かいと）
強力な霊能力と分析能力を有する男の子。心霊方面は専門分野で、煌曰く"世界最強霊能者"で泰地曰く"世界最小霊能者"。前シリーズのコミックス第9巻に収録された「桜咲く咲く月夜の晩に」で生まれる前に事故死した父親の霊が見えて彼の思い残したことを母親に伝えるが、彼女には霊が見えないので嘘だと誤解されてしまう。煌のアドバイスと協力で父親の言い残した言葉を伝え、母親と和解した。続編の「#36 メランコリー（前編）」に再登場し、深夜になるとベランダから飛び降りようとするヨウスケのことを相談された煌に頼まれて霊視し、悪霊と化した聖人という男に自殺に引きずり込まれかけているヨウスケの危機を煌に伝えた。
梶五郎（かじ ごろう）、沖田誠（おきた まこと）
煌や救らが住む界隈の所轄・ひばり警察署の刑事。「悲しき殺人者」で10歳の少女による自身を虐待した母親殺しの事件を捜査した。煌の父親が殺された事件の担当でもあり、続編の「#19 - 20 ジキルとハイド」「#35 レクイエムIII」に再登場した。
優城総二郎（ゆうき そうじろう）
那智の旧友。精神科医。那智に頼まれ、里見の染色体検査を行った。続編の「#3 眠れる森の少年」で聖ヨハネ病院に勤務する姿が確認され、「#37 メランコリー（後編）」で入院したヨウスケの主治医になった。

### 『UNDERWORLD』からの登場人物
花菱一衛（はなびし いちえ）
牙狼会の若頭。会長の孫娘の代役に瓜二つの煌を拉致し、紆余曲折の末に彼女に惚れる。作者のお気に入りでまた登場させたいということだったが、「#32 月影のマーメイド」で木曽の姉を連れてくるという形で再登場を果たした。
稀世丸（きよまる）
牙狼会の一員で、花菱のボディガード。
泰地（たいち）
青龍会の組員。側面の髪は剃り頭頂部の髪を伸ばし、後頭部で結んでいる。「#1 気まぐれ女神の降臨」で会長の孫娘の誕生日プレゼントに頭を悩ませ、「#32 月影のマーメイド」で自身の手で見つけられなかった姉を那智が保護したことに逆上した木曽を止めた。拾ったヨウスケを自身のマンションの部屋に同居させ一緒に那智の部下となって働いている。憧夢の死の悲しみがまだ残るさ中の「#36 - 37 メランコリー（前編・後編）」でヨウスケを自殺させようとしているのが、以前、うつ病で自殺した友人・聖人だと知り彼を救えなかった罪の意識に苦しむ。
ダイゴ
青龍会の組員。スキンヘッド。会長の孫娘・雅紀（まさき）の誕生日プレゼントをあげなかった幹部が自宅にマシンガンで銃弾をぶち込まれ、それ以来、幹部全員がプレゼント持参で誕生日パーティの出席を強制されているため、那智の命令でプレゼント探しに頭を悩ませる一人。
レイン（雨）
「#2 saivor」で幻聴の悪魔に人殺しを命じられるが、嫌で自殺未遂を図った。その際、逸れた銃弾が救に当たってしまう。
緋之一沙（ひの いっさ）
所構わず睡眠に苛まれる13歳の少年。「#3 眠れる森の少年」で那智の旧友・優城に"概日リズム睡眠障害"と診断され、治療を受けることになる。
望月優也（もちづき ゆうや）
一沙の友人。
JD（じぇいでぃー）
カイル&サマンサの最愛の息子。「#4 friendship」で意識喪失と痙攣の発作に苦しみ、からかわれることを嫌って登校拒否と服薬拒否だったが、煌に説得されて教師とクラスメイトに事情を打ち明け再び学校に行くようになった。当初の予定ではアンハッピーになる筈だったが、担当によりハッピーエンドに変更された。
吉條ゴン太
煌をからかう悪ガKIDS。煌と蘭らと同じマンションに住むゴン太は煌の姉の蘭が大好き。
ミックス第1巻に収録された「#5 pretty knight」で初登場し、ゴン太が可愛くて阿呆なので、すぐさまマブダチのタイスケとセットでレギュラーに決定した。
タイスケ
ゴン太のマブダチ。「#24 恋する流星」で桃花とつき合うが、彼女がゴン太を馬鹿にするのが許せなくて平手打ちをくらわせて別れ、ゴン太と元の友人に戻った。
彩名ことり（あやな - ）
ゴン太らのクラスメイト。「#8 独りぼっちのアリス」で、自分の体や見ているものが大きくなったり小さくなるように感じる不思議の国のアリス症候群に苛まれるが、煌のアドバイスでゴン太に励まされ友人になる。
クエンティン・チェイン
煌の知人のエクソシスト。ベリーショート。外見も名前も言葉使いも服装も何から何まで男性そのものだが、実はれっきとした女性で絶賛彼氏募集中。煌とは何度か共闘したことがあり、作中では「#10 グランドファーザー」に続き「囚われの姫君」「悪魔のささやき」で3回目になる。エクソシストの世界も不景気であるため、本業が暇な時はバイトしている。事情があって"ラクリマ"を収集しており、悪魔祓いを行う毎に必ず患者の涙を"ラクリマ"と呼んで小瓶に受け止め、それを不思議がった煌に問われるもいつか話すと告げた。
マリン
祖父の時貞を失い"燃えつき症候群"で抜け殻のようになるが、煌とクエンティンのサポートで祖父の魂と決別した。介護のために別れた恋人の篤と和解した。
晴海ノブ吉（はるみ のぶよし）
東雲高校1年B組の爆裂ヤンキー。「#11 君想う 故に我あり」で薬師寺高等学校の久遠に恋する。
由羅久遠（ゆら くおん）
男装女子。幼い頃、性的虐待を受けて以来、身を守る鎧として男装を始めた。
紫葉咲ジュン（しばざき じゅん）
ゴン太らのクラスメイト。「#13 ファンタジア」で出張ばかりの父のいない寂しさから空想癖に陥り、睡眠時無呼吸症候群を心配している。
アスラ
サキュバスの少女。救の優しさに惹かれ、彼を恋するもフラれた。
アスラの母
サキュバス。救に恋した娘の想いを成就させようと彼を夢の中に引きずり込み、救おうと潜った煌を圧倒し娘のモノになれと救を脅迫するも拒絶された。
ミキ
ごく普通の少女。「#16 秘め事」で父親の浮気を目撃するも夫を愛する母親を思い口に出来ずに過食症に陥り過食嘔吐を繰り返していたが、事情を知った母親が離婚により母娘2人で生きることになり心の平穏を取り戻す。
ハチミツゆず、鎖紅夜（さくや）
続編の「#17 ラストダンスを君に」に登場したイケメン男装コスプレイヤー。末期癌で余命幾ばくも無いルビの素敵な男性とダンスしたいという夢を叶えようとする煌に頼まれたノボルに紹介され、彼女の仕事を手伝った。
せりな
「#18 君のためにできること」でチョコレート膿腫を患っている。宇良に支えられ、手術を受けて回復したら結婚することになった。
宇良（うら）
せりなの恋人。職業は美容師。
朝比奈ゆま（あさひな - ）
光東小学校に通う女の子。「#19 - 20 ジキルと嘘つきハイド」で細胞破壊薬ブラッド・レインを注射される。事件解決後、ただのビタミン剤であることが判明した。
朝比奈琢磨（あさひな たくま）
精神科医で、ゆまの父親。事件を知り拳銃自殺を遂げた。
レイヴン稲守（れいぶん いなもり）
心理カウンセラー。神父みたいな口調で連続殺人犯も懺悔に導くため、梶刑事にキリストみたいな男と評される心理分析チームのホープ。日本人とイタリア人のハーフだが、日本生まれの日本育ちでイタリア語がわからないという中身は100%日本人。
萩原純平（はぎわら じゅんぺい）
第2の人格アットーレにより人格崩壊に追い込まれかけるが、煌に救われる。
久我憧夢（くが どうむ）
続編の「#21 - 23 囚われの姫君」に登場した"殺人鬼の夢"専門のダイバー。19歳。本名は「鮎原憧夢（あゆはら どうむ）」。
超能力番組に出演しては殺人鬼の手掛かりを入手、警察の犯人逮捕に協力している。しかし、ダイブしてみないと相手はどんな殺人鬼かわからず、ダイブ先を選ぶことは出来ない。幼い頃、殺人鬼に殺されかけたことを機に能力が覚醒した。殺されても被害者を救うと殺人鬼に刻まれた右手の傷に誓ったが、死んだら他人を救うどころか自身の人生が終わることを理解できていない。更には、恋愛は仕事の邪魔だと思い込んでおり、命の恩人だと自身に恋したルナを振った。「#34 レクイエムII」でいつものようにダイブして連続少年強姦殺人犯に犯されかけて恐怖に囚われ、煌の過去も知らずに八つ当たりしてしまったことを恥じて彼女の父親を殺した犯人の夢にダイブするも殺されてしまう。表向きの死因は、あくまでも心臓発作である。自身の死後、少年を犯して殺していた犯人は自首した。
身長162cm、体重50kg。B型。
星野ルナ（ほしの - ）
森の中に迷い込んで殺人鬼に拉致された少女。ダイブした憧夢に亜依という女の子に間違われていると告げ、助けて欲しいと懇願した。使命のためには恋は邪魔だと思い込んだ憧夢にフラれるが、それでも彼を恋し続けた。「レクイエム」で憧夢が夢の中で殺された際、TV局の呼びかけで彼に救われた人々の第一陣として那智の部屋に集まった。
蒼岳（あおい がく）
「囚われの姫君」に登場した殺人鬼。10歳の時、自身を"がっくん"と呼ぶ幼馴染の女の子・暮林亜依（くればやし あい）と一緒に小学校に登校する途中、突っ込んできた無免許運転の車により亜依は即死、自身は軽傷で生き残るも亜依の死を受け入れられなくて18年間苦しみ続け、彼女に似た少女を拉致監禁しては殺す殺人鬼と化してしまう。煌に亜依の死を認め受け入れるよう諭され、自首した。
桃花（ももか）
名字は不明。ゴン太やタイスケと同じ小学4年生の女の子でゴン太に想いを寄せられるが、実は彼に内緒でタイスケとつき合っていた。しかし、自身に告白してきたゴン太を嘲笑したことでタイスケの逆鱗に触れて破綻した。
カレン
夫アダムを交通事故で亡くして乳飲み児リトル・アダムを抱えるアメリカ女性の未亡人。「#25 ナイト・オブ・ザ・リビング・デッド」で5ヶ月後にゾンビになって帰宅したアダムと近所に内緒で暮らし始めるが、身体の腐敗が始まったことで限界を迎えてしまう。クラブ雷電のブンに相談して煌を紹介してもらい、彼女により夢の中でアダムに会いに行きリトル・アダムを抱きたがっていた夫に抱かせてやる。
KOU（コウ）
シュン汰の同僚。ゲイで彼に想いを寄せている。
伊鈴（いすず）
シュンのマンションで強盗に殺された女子大生の霊。彼の優しさに触れて一緒に連れていこうとしたため、煌に炎を喰らいそうになるもシュンに庇ってもらい彼に懐いて同居することになった。
紅椿（くれない つばき）
23歳のヤンママ。「#26 僕と彼女のDiary（前編）」の冒頭で浮気した夫・龍二を相手に夫婦喧嘩を繰り広げるも根は仲良し夫婦だったため、煌に別れろと言われたら庇い合いを始めたりする。「#28 ヤンキーソウル（前編）」で息子・竜也の演劇発表会に行く途中、青涙（せいるい）中学の不良3人組の喫煙を注意して刺殺されてしまう。煌の身体を借りて竜也に叱咤激励した後、自身を殺した不良どもに嫌がらせをして自首に追い込む。
紅龍二（くれない りゅうじ）
椿の夫。無職、25歳。パチンコと浮気の常習犯だったが、「#29 ヤンキーソウル（後編）」で妻の死を機に就職活動に勤しむようになる。
紅竜也（くれない たつや）
椿と龍二の息子。小学1年生。
鈴木武智（すずき たけち）
心の病気から自殺騒ぎを起こすが、煌のアドバイスで母親と和解して仕事を手伝うようになる。
ジェルマン・オルケスタ
「#30 - 31 悪魔のささやき（前編・後編）」で、クエンティンに弟子入りを申し込む少年。悪魔に憑依された兄ヴァイがエクソシストの力を超えるほどに悪魔が強力だと悟って自殺したため、悪魔を憎んでいる。
クレメンス
神父。煌が頭の上がらない相手。クエンティンに水嶋母子を悪魔から解き放つよう仕事を依頼した。
水嶋ゆず（みずしま - ）
シングルマザーの母・真知と2人暮らしの8歳の男の子。生活のためと知りながらも寂しさから悪魔に憑かれたふりをしたが、本当に悪魔が現れ煌と共に魂を連れ去られてしまう。紆余曲折の末に、人間界に戻り母親と和解した。
木曽珊瑚（きそ さんご）
ツカサの姉。28歳。昼も夜も働いて弟の面倒をみていたが、彼が17歳の時に親の遺した借金のかたにヤクザに連れていかれ、娼婦にされ客を取らされていた。薬漬けの所為で人格が崩壊してしまうが、大好きなインディーズ曲「月影」を煌が歌って聞かせたことで一時的に人格を呼び戻され、長期戦になるものの本格的な治療を受けることになる。
斑鳩（いかる）
「#33 - 35 レクイエムI - III」で登場した殺人鬼。人間を殺すのが快楽であり、嘗て煌の父親を殺した犯人である。「#34 レクイエムII」で煌に対する暴言を恥じた憧夢が捕まえようとして夢に潜入（ダイブ）したのを逆に嬲り殺し、魂だけでも救おうとした煌を翻弄して再び姿を消した。
聖人（せいじ）
「#36 メランコリー」でヨウスケを死なせようとする悪霊。 泰地の友人。うつ病によりマンションのベランダから投身自殺して悪霊と化し、泰地とヨウスケを死の淵に引きずり込もうと企む。泰地とヨウスケの同居も生前の自身の部屋に住まわせるよう仕組んだことであり、罪の意識に苛まれる泰地に憑依して部屋を抜け出し彼にまんまとヨウスケを彼に殺させたつもりだったが、それを看破した煌の罠に嵌まって彼女の炎で成敗された。自身がつらい思いをしたのだから、他の奴も同じ思いをさせてやるという腐った考えに転落してしまった。
上司
#38「Goodbye Mother（前編）」に登場したセクハラ女。姓名不明。ヨウスケが勤務していた会社で彼や他の餌食にと目をつけた若い男性社員にSEXを強要していたが、ヨウスケのうつ病の原因を調べる煌に助けてやると言われた男性社員の手引きで現場の写真を撮られて辞職するよう告げられた。
迅（じん）
ヨウスケの叔母・杏慈の主治医。我が子同然のヨウスケが見舞いに来なくなって心配していたが、煌から彼がうつ病を発病したと聞き驚く。
如月杏慈（きさらぎ あんじ）
ヨウスケの育ての母。躁うつ病で入院しており、躁とうつを頻繁に繰り返す"ラピッドサイクラー"と呼ばれる躁うつ病患者。

## 用語
炎人（かじん）
困った人を放っておけない熱い奴、熱血漢のこと。悪夢を倒す際に炎を使うから。
記憶解師（きおくげし）
東山語で、記憶を解き放つ者の意味。
悪夢喰らいの獏（ゆめぐらいのばく）
記憶解師（きおくげし）と崇められている潜りの精神科医・煌の通り名のこと。
気まぐれで滅多に現れず、お目にかかることができればラッキー。悪夢に取り憑かれた人間をその手一つで正気に還すという特異な存在。
潜水（ダイブ）
煌が治療のために相手の身体の何処かに触れて"潜水（ダイブ）"と宣言することで、その夢の中に入る能力のこと。自身だけでなく、他者の心も同行させることが可能である。作中では、主人公・煌と同類の亡き憧夢だけが使える能力である。
青龍会（せいりゅうかい）
那智の組。煌が遊びに行く場所で、組員のための寮を完備している。
ロッキンバグ（Rockin’ Bug）
新種のドラッグ。通称ロキ。癌の治療薬として開発された希望の新薬だったが、中枢神経に作用して半永久的に刺激と快感を味わえるも理性を失わせるという安全性に欠けていた。
月影（つきかげ）
解散して今は存在しないインディーズ・バンド「チェリー」のレズビアンのヴォーカルのサクラが、片想いの親友の少女に対する想いを曲にしたもの。木曽の姉・珊瑚が好きな曲。
地縛霊（じばくれい）
死んだ場所に縛られて動けないため、離れた場所にいる人間を殺すには誰かに憑依し穴蔵から出なけれなならない。

## 書籍情報
- 東山むつき 『炎人』 秋田書店〈ボニータ・コミックス〉、全12巻
  1. 炎人 1-ONE ISBN 978-4-253-09527-3
  2. 炎人 2-TWO ISBN 978-4-253-09528-0
  3. 炎人 3-THREE ISBN 978-4-253-09529-7
  4. 炎人 4-FOUR ISBN 978-4-253-09530-3
  5. 炎人 5-FIVE ISBN 978-4-253-09531-0
  6. 炎人 6-SIX ISBN 978-4-253-09532-7
  7. 炎人 7-SEVEN ISBN 978-4-253-09533-4
  8. 炎人 8-EIGHT ISBN 978-4-253-09534-1
  9. 炎人 9-NINE ISBN 978-4-253-26109-8
  10. 炎人 10-TEN ISBN 978-4-253-26110-4
  11. 炎人 11-ELEVEN ISBN 978-4-253-26111-1
  12. 炎人 12-twelve ISBN 978-4-253-26112-8

- 東山むつき 『炎人 UNDERWORLD』 秋田書店〈ボニータ・コミックス〉、全7巻（未完）
  1. 炎人 UNDERWORLD 1 ISBN 978-4-253-26136-4
  2. 炎人 UNDERWORLD 2 ISBN 978-4-253-26137-1
  3. 炎人 UNDERWORLD 3 ISBN 978-4-253-26138-8
  4. 炎人 UNDERWORLD 4 ISBN 978-4-253-26139-5
  5. 炎人 UNDERWORLD 5 ISBN 978-4-253-26140-1
  6. 炎人 UNDERWORLD 6 ISBN 978-4-253-26141-8
  7. 炎人 UNDERWORLD 7 ISBN 978-4-253-26143-2